# Немецкая консервативная партия

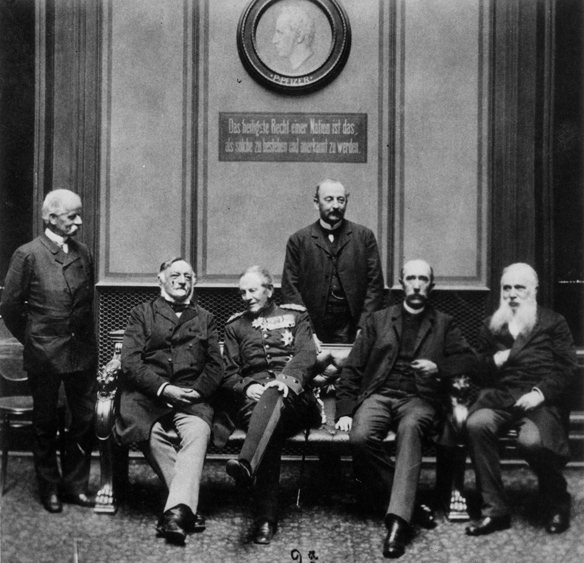
Представители Немецкой консервативной партии в рейхстаге в 1889 году:,, Хельмут фон Мольтке - старший,,, Карл Аккерман.

Немецкая консервативная партия (нем. Deutschkonservative Partei, DKP) — правая политическая партия существовавшая в Германской империи с 1876 по 1918 год.

## Возникновение
Партия была образована 7 июня 1876 года из очень разных консервативно настроенных групп. Она признала конституцию Германской империи и выступала за сохранение монархических полномочий, укрепление религии, против централизма и парламентаризма, а также за борьбу с социал-демократией. Немецкая консервативная партия стала правопреемницей старой прусской Консервативной партии, но в отличие от неё получила влияние и за пределами Пруссии, в некоторых других государствах Германской империи. Первым председателем партии стал депутат рейхстага Отто фон Хельдорф. Программа партии была подробно обсуждена с Бисмарком. Главным печатным органом партии была «Новая прусская газета» (Neue Preußische Zeitung), более известная как «Крестовая газета» (Kreuzzeitung) из-за изображения Железного креста в заглавии.

## Политика
Избирательным оплотом партии были Восточная Пруссия, Померания и Мекленбург. Благодаря трёхклассному избирательному праву консерваторы имели сильную власть в прусской палате депутатов. Партия представляла интересы прусских помещиков, крупных землевладельцев, аристократии, протестантского духовенства и генералитета. Поддерживала институты монархизма в борьбе с парламентаризмом. Была сторонником единства Германской империи, но вместе с тем выступала против централизма, растворения Пруссии в Германии, тем самым поддерживая принципы федерализма.
Партия носила частично антисемитский характер, так например во время избирательной кампании 1881 года была использована широкая антисемитская пропаганда.
Консерваторы не поддержали политику «Культуркампфа» Бисмарка, а после его отставки оказались в оппозиции к либеральной экономической политике нового канцлера Лео фон Каприви.
В 1892 году под влиянием Адольфа Штокера была принята программа партии против «разлагающего еврейского влияния» и против социал-демократии.
В 1889 году Немецкая консервативная партия вместе с партией Центра выступили против строительства Среднегерманского канала, отказавшись предоставить средства на этот проект, что вызвало политический кризис в стране.
Во время правления канцлера Бернхарда фон Бюлова партия сблизилась с имперским правительством, из-за его политики по поддержке сельского хозяйства, но в дальнейшем отклонила все предложения по либеральному реформированию в области экономики, финансов и пр., и способствовала отставке правительства фон Бюлова в 1909 году. Немецкие консерваторы всячески поддерживали доминирующую роль Пруссии в Германской империи, поддержали все проекты по армии и флоту, но в то же время колониальную политику поддерживали неохотно. Дистанцируясь таким образом от пан-германской программы.
Как партия не имевшая массовой поддержки, она искала подкрепление в созданном в 1893 году «Союзе сельских хозяев» (Bund der Landwirte), в котором задавали тон крупные прусские аграрии, и многие из них поддерживали её.
Немецкая консервативная партия была распущена после падения монархии и революции 1918 года, большинство её членов приняло участие в создании Немецкой национальной народной партии (Deutschnationale Volkspartei, DNVP).